# 全国高等学校カーリング選手権大会
全国高等学校カーリング選手権大会（ぜんこくこうとうがっこう―せんしゅけんたいかい）は、日本カーリング協会・青森市が主催する高校カーリングの全国大会である。

## 概要
総務省・文部科学省の「スポーツ拠点づくり推進事業」に選定され、2006年に第1回が開催された。以降、毎年2月または3月に青森市スポーツ会館で開かれる。
なお、カーリング競技は全国高等学校体育連盟（高体連）には加わっていないが、この大会は青森県高体連が後援となっている。

## 大会方式
男女とも各5ブロック（北海道・東北・関東中部・西日本・開催地）より1チームずつが出場。ただし、棄権ブロックが出た場合は大会特別枠として他ブロックに複数枠を与える場合がある。
大会はステップラダー方式を採用。5チームによる2日間の予選リーグで上位3チームが最終日の決勝トーナメントに進み、優勝を争う。
なお、出場チームは高校単独チームと選抜チームが混合している。

## 日程および歴代優勝チーム
| 回 | 年     | 日程             | 男子優勝             | 女子優勝         | 備考          |
| -- | ------ | ---------------- | -------------------- | ---------------- | ------------- |
| 1  | 2006年 | 3月18日 - 21日   | 長野県選抜           | 北海道選抜       | [ 2 ]         |
| 2  | 2007年 | 2月9日 - 12日    | 長野県選抜           | 北海道選抜       |               |
| 3  | 2008年 | 3月20日 - 23日   | 青森県選抜           | 長野県選抜       |               |
| 4  | 2009年 | 1月9日 - 12日    | 青森県選抜           | 常呂高等学校     |               |
| 5  | 2010年 | 2月11日 - 14日   | 常呂高等学校B        | 長野県選抜       |               |
| 6  | 2011年 | 2月23日 - 26日   | 北海道北見選抜       | 北海道妹背牛選抜 |               |
| 7  | 2012年 | 2月10日 - 13日   | 常呂高等学校         | 北海道妹背牛選抜 |               |
| 8  | 2013年 | 2月8日 - 11日    | 青森県選抜           | 東北選抜         |               |
| 9  | 2014年 | 2月19日 - 22日   | 長野県選抜           | 関東中部選抜     |               |
| 10 | 2015年 | 2月19日 - 22日   | 長野県選抜           | 青森県選抜       |               |
| 11 | 2016年 | 2月18日 - 21日   | 北海道選抜           | 長野県選抜       | [ 3 ]         |
| 12 | 2017年 | 2月10日 - 12日   | 北海道選抜           | 長野県選抜       | [ 4 ]         |
| 13 | 2018年 | 2月10日 - 12日   | 青森県選抜           | 長野県選抜       | [ 5 ]         |
| 14 | 2019年 | 2月19日 - 22日   | 青森県選抜           | 南富良野高等学校 | [ 6 ]         |
| 15 | 2020年 | 1月30日 - 2月2日 | 青森県選抜           | 北海道選抜       | [ 7 ]         |
| 16 | 2021年 | 1月28日 - 31日   | 中止                 | 中止             |               |
| 17 | 2022年 | 1月27日 - 30日   | 同上                 | 同上             |               |
| 18 | 2023年 | 2月9日 - 12日    | 北見選抜             | 東北選抜         | [ 12 ] [ 13 ] |
| 19 | 2024年 | 2月8日 - 11日    | 青森・長野合同       | 北海道選抜       | [ 14 ] [ 15 ] |
| 20 | 2025年 | 2月13日 - 16日   | 青森・岩手・長野合同 | 北見藤高等学校   | [ 16 ] [ 17 ] |